# Rai Yoyo
Rai Yoyo est une chaîne de télévision italienne gratuite éditée par Rai, gérée par la structure Rai Kids et avec une programmation destinée aux enfants de 2 à 99

## Histoire
Rai YoYo est née le 1er novembre 2006 sur la plateforme Sky Italia, après la fermeture de RaiSat Ragazzi, qui a été divisée en deux formats, donnant naissance à RaiSat YoYo (pour les enfants d'âge préscolaire) et RaiSat Smash (devenu plus tard RaiSat Smash Girls) (pour les jeunes jusqu'à 19 ans).
Depuis 2007, la chaîne a des mascottes (un garçon et une fille).
Depuis le 31 juillet 2009, lorsque le contrat entre RaiSat et Sky Italia n'a pas été renouvelé, RaiSat YoYo a commencé à diffuser gratuitement sur la télévision numérique terrestre, ainsi que dans les zones couvertes par le RAI Mux A, par satellite avec le bouquet Tivùsat et en streaming sur (maintenant RaiPlay).
Le 18 mai 2010, RaiSat YoYo a subi un relooking graphique, devenant Rai YoYo. Avec la nouvelle dénomination, le logo, autrefois animé, est devenu statique, bien que jusqu'au 3 janvier 2011, le nouveau logo Rai alternait avec le papillon historique. Malgré cela, les mascottes de RaiSat YoYo continuaient à apparaître dans certains bumpers inchangés.
En 2014, la chaîne a connu de grandes nouveautés en ce qui concerne la grille de programmes.
Depuis le 1er mai 2016, Rai YoYo n'a plus d'interruptions publicitaires dans sa programmation.
Depuis le 13 décembre 2016, les dessins animés historiques réalisés en vidéocassette, jusque-là diffusés au format 4:3 comme filmé à l'origine, sont diffusés au format 16:9 pillarbox, comme cela se passe sur Rai Gulp et sur toutes les chaînes de télévision numérique terrestre.
Depuis le 4 janvier 2017, la chaîne a commencé à diffuser en haute définition uniquement sur la plateforme satellite Tivùsat.
Le 10 avril 2017, la chaîne a renouvelé son logo et ses graphismes en même temps que toutes les autres chaînes thématiques de Rai, et en conséquence, les mascottes de RaiSat YoYo ont complètement disparu et tous les nouveaux bumpers ont présenté 4 cubes vivants.
Pendant l'année 2018, une publicité promouvant l'application Rai Yoyo a été diffusée.
Depuis le 20 octobre 2021, la version en définition standard sur la télévision numérique terrestre est passée à la codification MPEG-4, restant ainsi visible uniquement sur les appareils HD.
Le 14 décembre 2021, à la suite d'une réorganisation des fréquences, la version SD a été supprimée de la plateforme Tivùsat, ne restant disponible qu'en HD.

## Identité visuelle

Logo de Rai Sat Yoyo du 1er novembre 2006 au 18 mai 2010.
Logo de Rai Yoyo du 18 mai 2010 jusqu'au 10 avril 2017.
Logo de Rai Yoyo depuis le 10 avril 2017.
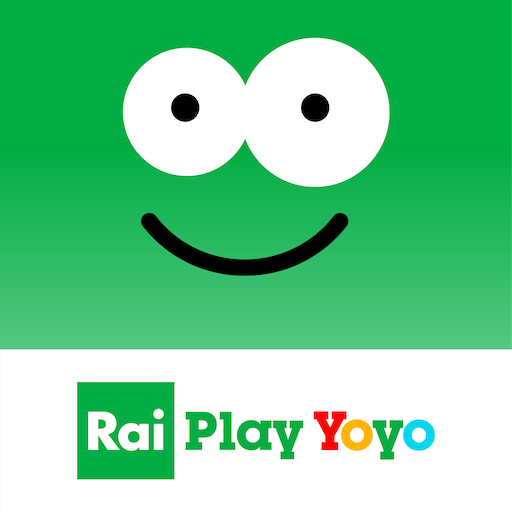
Logo de l'application Rai Play Yoyo.

## Programmation
La programmation de Rai Yoyo est composée essentiellement de programmes pour les enfants entre 0 et 8 ans : dessins animés, mais aussi contes et émissions faits pour cette tranche d'âge.

### Dessins animés
- "Teletubbies"
- "Pyjamasques"
- "Peppa Pig"

### Émissions
- Melevisione
- Buonanotte